# Macrometopia montensis
Macrometopia montensis är en tvåvingeart som först beskrevs av Hull 1938.  Macrometopia montensis ingår i släktet Macrometopia och familjen blomflugor.
Artens utbredningsområde är Venezuela. Inga underarter finns listade i Catalogue of Life.